# 中华民国高等教育
中华民国高等教育，承接自晚清时建立的新式教育体制。

## 历史
中华民国高等教育机构包括国立大学、私立大学和教会大学。国立大学的代表有国立中央大学、国立北京大学、国立清华大学、国立武汉大学、国立浙江大学；私立大学的代表有南开大学。
1934年，各校教授人数规模如中央大学197人（副教授0人）、清华大学87人（副教授16人）、北京大学56人（副教授11人）、浙江大学2人（副教授75人）、武汉大学80人（副教授0人）。

### 1937-1945
1937年，国立中央大学、国立北京大学、国立清华大学、国立浙江大学、国立武汉大学五所中国顶尖学府在全国进行统一招生考试，俗称五大名校联考
。
抗战期间，国立北京大学、国立清华大学与私立南开大学合并组建国立西南联合大学，最后迁至云南昆明，国立中央大学迁至重庆，国立浙江大学迁至贵州遵义，国立武汉大学迁至四川乐山。

### 1945-1949
1947年9月，时任北京大学校长的胡适发表《争取中国学术独立的十年计划》。他认为，中国大学应有十年计划，第一个五年先培植起国立北京大学、国立清华大学、国立浙江大学、国立武汉大学、国立中央大学，“此五所大学战前已有基础，如集中经济力量，预先充实，必可成为世界有名学府”，且胡适将此建议直接跟时任国民政府主席的蒋中正提出。
1948年，英国牛津大学致函中华民国教育部，确认包括国立中央大学、国立北京大学、国立清华大学、国立浙江大学、国立武汉大学、私立南开大学以及协和医学院的文理科学士毕业生成绩平均在八十分以上者，享有“牛津之高级生地位”（即今之大学四年级学生）。

### 国共内战后
第二次国共内战中，中国大陆部分学校的教职员工、校友等随国府迁台。在台湾以原有学校的名义重新开办。